# Hugo Montenegro
Hugo Montenegro (2. september 1925 – 6. februar 1981) var en amerikansk orkesterleder og komponist.

## Diskografi
- Rocket man – a tribute to elton john (1975)
- Moog Power (2004)